# Sara Lukić
Sara Lukić (* 30. Mai 1999) ist eine serbische Leichtathletin, die sich auf den Weitsprung spezialisiert hat.

## Sportliche Laufbahn
Erste Erfahrungen bei internationalen Meisterschaften sammelte Sara Lukić beim Europäischen Olympischen Jugendfestival (EYOF) 2015 in Tiflis, bei dem sie mit einer Weite von 5,41 m in der Qualifikation ausschied. 2018 belegte sie bei den Balkan-Meisterschaften in Stara Sagora mit 5,97 m den neunten Platz und im Jahr darauf erreichte sie bei den U23-Europameisterschaften im schwedischen Gävle mit 6,04 m Rang zehn. Anschließend wurde sie bei den Balkan-Meisterschaften in Prawez mit 5,61 m Achte. 2020 klassierte sie sich bei den Balkan-Meisterschaften in Cluj-Napoca mit 6,09 m auf dem fünften Platz und im Jahr darauf belegte sie bei den Balkan-Meisterschaften in Smederevo mit 6,19 m Rang sieben.
2019 wurde Lukić serbische Hallenmeisterin im Weitsprung.

## Persönliche Bestleistungen
- Weitsprung: 6,25 m (0,0 m/s), 23. Juni 2019 in Sremska Mitrovica
  - Weitsprung (Halle): 6,19 m, 6. Februar 2021 in Belgrad